# Stromanthe porteana
Stromanthe porteana é uma espécie de planta do gênero Stromanthe e da família Marantaceae.

## Forma de vida
É uma espécie terrícola e herbácea.

## Descrição
Erva de 200-230 centímetros de altura, caulescente, com 4-6 folhas basais; catafilo elíptico, face adaxial pubescente, abaxial glabra, marrom; primeiro entrenó alongado de 70-120 centímetros de comprimento, esparsamente piloso, verde, sólido.
Folha bainha foliar tomentosa, verde-amarronzada, margens ciliadas, lígula presente; pecíolo reduzido ao pulvino; pulvino tomentoso, verde; lâmina elíptica, base e ápice obtusos, cartácea, face adaxial esparsamente pilosa, abaxial glabra, nervura central caniculada, pilosa, verde concolor. Sua inflorescência é laxa, 1-nodada, com 1-3 florescências por nó, subtendidas por uma bráctea principal cartácea, em forma de espora, vilosa, amarela; pedúnculo da sinflorescência cilíndrico, esparsamente viloso, marrom.
O pedúnculo da florescência é cilíndrico, esparsamente piloso, verde; profilo da florescência elíptico, coriáceo,  glabro, amarelado, carena pilosa; raque circinada, glabra, marrom, patente; espatas oblanceoladas, róseas, decíduas. Componentes da florescência: címulas 3-6, sub-braquiblásticas, profilo da címula membranáceo, naviculado, glabro, amarelo, carena glabra. A flor tem sépalas róseas, persistentes; estaminódios exteriores 2, desiguais, espatulados, vináceos, ápice arredondado, ovário albo-seríceo, liso, marromPossui cápsula oblonga, avermelhada quando madura.
| Raiz                                              | Raiz |
| ------------------------------------------------- | --- |
| adventícia                                        | filiforme |
| Caule                                             | |
| subterrâneo                                       | rizomatoso ,/espessado , |
| eixo aéreo                                        | caulescente/primeiro entrenó alongado ,/sólido |
| Folha                                             | |
| pulvino                                           | verde/cilíndrico/tomentoso |
| bainha foliar                                     | achatada/lígula presente/tomentosa/margem ciliada |
| pecíolo                                           | ausente , reduzido ao pulvino , |
| lâmina foliar                                     | elíptica/base obtusa/ápice obtuso/cartácea/face adaxial esparsamente pilosa/face abaxial glabra/margem glabra/nervura-central pubérula                                           |
| folha basal                                       | presente |
| Inflorescência                                    | |
| sinflorescência paniculiforme                     | laxa/1 - nodal/com 1 à 3 florescência por nó/pedúnculo geniculado ,/marrom/viloso/profilo da florescência elíptico/carenado/carena pilosa/coriáceo/de cor verde/de cor amarelada |
| címula                                            | em sub - braquiblasto ,/em bráctea espatacea/oblanceolada/rósea/papirácea/sub - cartácea à cartácea/glabra/decídua/bractéola ausente                                             |
| Flor                                              | |
| sépala, livre, membranácea, glabra                | ovada/rósea/persistente |
| tubo floral trilobado, lobo livre, cuculado, alvo | lanceolado/glabro |
| estaminódio externo petaloide                     | 2/subiguais/espatulado/vináceo |
| estaminódio com calosidade alvo                   | elíptico/ápice obtuso/calo elipsoide/de posição marginal |
| estaminódio cuculado alvo                         | elíptico/ápice côncavo/ápice semi - aberto/apêndice conspícuo/para a base |
| estame fértil solitário                           | antera monoteca elíptica/filete adnato ao apêndice petaloide , alvo ,/elíptico                                                                                                   |
| ovário trilocular, 1 lóculo fértil                | cilíndrico/liso/alvo - seríceo |
| Fruto                                             | |
| cápsula                                           | oblonga/glabra/esparsamente serícea/vermelha |
| Semente                                           | |
| solitária                                         | oblonga/rugosa/glabra/castanha/com arilo lamelado |

## Conservação
A espécie faz parte da Lista Vermelha das espécies ameaçadas do estado do Espírito Santo, no sudeste do Brasil. A lista foi publicada em 13 de junho de 2005 por intermédio do decreto estadual nº 1.499-R.

## Distribuição
A espécie é encontrada nos estados brasileiros de Alagoas, Bahia, Espírito Santo, Goiás, Minas Gerais, Paraíba , Pernambuco, Rio de Janeiro, Rio Grande do Norte e Sergipe.
Em termos ecológicos, é encontrada nos  domínios fitogeográficos de Cerrado e Mata Atlântica, em regiões com vegetação de mata ciliar, floresta estacional semidecidual, floresta ombrófila pluvial e vegetação sobre afloramentos rochosos.